# Gnuplot
Gnuplot est un logiciel interactif en ligne de commande qui sert à produire des représentations graphiques en deux ou trois dimensions de fonctions numériques ou de données. Le programme fonctionne sur de nombreux ordinateurs et systèmes d'exploitation (Linux, Windows, OS/2, VMS...) et peut envoyer les graphiques à l'écran ou dans des fichiers dans de nombreux formats.
Gnuplot utilise également l'algorithme de Levenberg-Marquardt pour ajuster les paramètres d'une fonction numérique sur des données expérimentales.
Le programme peut être utilisé interactivement, et est accompagné d'une aide en ligne. L'utilisateur entre en ligne de commande des instructions qui ont pour effet de produire un tracé. Il est aussi possible d'écrire des scripts gnuplot qui, lorsqu'ils sont exécutés, génèrent un graphique.
Gnuplot est utilisé comme moteur de traçage d'Octave et de Maxima.
Le programme est distribué sous une licence de logiciel libre qui permet de copier et de modifier le code source du programme. Les versions modifiées du programme ne peuvent être distribuées que sous forme de fichiers correctifs. Contrairement à ce que son nom semble indiquer, Gnuplot ne fait pas partie du projet GNU, et n'a pas de lien particulier avec lui ou la FSF.
Il n'utilise pas la licence de copyleft GPL.

## Périphérique de sortie
Gnuplot fonctionne en interne en faisant abstraction du dispositif final de rendu. Ceci est implémenté via le concept de « terminal », que l'utilisateur peut spécifier par une commande.
Par défaut, et quelle que soit la plateforme, le rendu sera fait via une fenêtre utilisant la bibliothèque de fenêtrage standard du système d'exploitation (excepté sur MacOS, où la bibliothèque employée par Gnuplot, Qt, n'est absolument pas la bibliothèque de fenêtrage standard du système d'exploitation) et permettant une utilisation interactive à la souris (orientation de la vue pour les graphes en 3D notamment).
De nombreux terminaux sont disponibles (plus d'une trentaine) parmi lesquels SVG, PNG, PostScript, PDF, JPEG.
La liste complète dépend de la version et des options de compilation utilisée, et peut être obtenue via la commande set terminal.
On précisera le terminal souhaité via la commande
```
set terminal <nom-du-terminal>

```

On pourra préciser la taille du rendu (en pixels) en ajoutant une option size, par exemple:
```
set terminal pngcairo size 640,480

```

D'autres options sont possibles, mais dépendent du type de terminal.
En cas de sortie dans un fichier, il faut spécifier pour chaque plot le nom du fichier voulu avec la commande set output, par exemple:
```
set output "nom-fichier.png"

```

## Exemple en ligne de commande
```
gnuplot> set terminal png
Terminal type set to 'png'
Options are ' small color'
gnuplot> set output "exemple1.png"
gnuplot> plot [t=-4:4] sin(t)
```

## Exemple de script gnuplot
```
#définition de quelques variables

	
xmin
=
-6
.

	
xmax
=
6.

	
ymin
=
-4
.

	
ymax
=
4.

	
xdec
=
0.25

	
ydec
=
0.25

	
pasx
=
1.0

	
pasy
=
1.0

#initialisation du terminal

reset

set
 
term
 
x11

unset
 
autoscale

set
 
xr
 
[
xmin
:
xmax
]

set
 
yr
 
[
ymin
:
ymax
]

#options

unset
 
border

unset
 
label

unset
 
xtics

unset
 
ytics

set
 
title
 
"fonction tangente"

#les axes

set
 
arrow
 
3
 
from
 
xmin
,
0
 
to
 
xmax
,
0
,
3
 
lt
 
-1
 
lw
 
0.5

set
 
arrow
 
4
 
from
 
0
,
ymin
 
to
 
0
,
ymax
,
3
 
lt
 
-1
 
lw
 
0.5

#l'origine

set
 
label
 
"0"
 
at
 
xdec
/
2
,
 
-
ydec

set
 
label
 
"x"
 
at
 
xmax
 
-
 
pasx
,
 
-
ydec

set
 
label
 
"y"
 
at
 
-
xdec
,
 
ymax
 
-
 
pasy
/
3

set
 
label
 
"1"
 
at
 
pasx
,
 
-
ydec

set
 
label
 
"1"
 
at
 
-3
*
xdec
/
2
,
 
pasy

set
 
label
 
"-1"
 
at
 
-3
*
xdec
/
2
,
 
-
pasy

set
 
arrow
 
from
 
1
,
 
-
ydec
/
2
 
to
 
1
,
 
ydec
/
2
 
nohead
 
lt
 
-1

set
 
arrow
 
from
 
1.57
,
 
-
ydec
/
2
 
to
 
1.57
,
 
ydec
/
2
 
nohead
 
lt
 
-1

set
 
label
 
"
\34
/2"
 
at
 
1.57
,
 
-
ydec
 
center

set
 
arrow
 
from
 
-1
.57
,
 
-
ydec
/
2
 
to
 
-1
.57
,
 
ydec
/
2
 
nohead
 
lt
 
-1

set
 
label
 
"-
\34
/2"
 
at
 
-1
.57
,
 
-
ydec
 
center

set
 
arrow
 
from
 
3.1415
,
 
-
ydec
/
2
 
to
 
3.1415
,
 
ydec
/
2
 
nohead
 
lt
 
-1

set
 
label
 
"
\34
"
 
at
 
3.1415
,
 
-
ydec
 
center

set
 
arrow
 
from
 
-3
.1415
,
 
-
ydec
/
2
 
to
 
-3
.1415
,
 
ydec
/
2
 
nohead
 
lt
 
-1

set
 
label
 
"-
\34
"
 
at
 
-3
.1415
,
 
-
ydec
 
center

set
 
arrow
 
from
 
0
,
 
0
 
to
 
pasx
,
 
pasx
 
lt
 
1

set
 
arrow
 
from
 
0
,
 
0
 
to
 
-
pasx
,
 
-
pasx
 
lt
 
1

set
 
arrow
 
from
 
-
xdec
/
3
,
 
1
 
to
 
xdec
/
3
,
 
1
 
nohead
 
lt
 
-1

set
 
arrow
 
from
 
-
xdec
/
3
,
 
-1
 
to
 
xdec
/
3
,
 
-1
 
nohead
 
lt
 
-1

set
 
arrow
 
from
 
-1
.57
,
 
ymax
 
to
 
-1
.57
,
 
ymin
 
nohead
 
lt
 
0

set
 
arrow
 
from
 
1.57
,
 
ymax
 
to
 
1.57
,
 
ymin
 
nohead
 
lt
 
0

plot
 
tan
(
x
)
 
title
 
"tan"
 
w
 
l
 
lt
 
3
 
lw
 
2

pause
 
-1
 
"maintenant va créer un fichier au format png appuyer sur entrée"

set
 
term
 
png

set
 
out
 
"exemple2.png"

rep

set
 
out

set
 
term
 
x11

pause
 
-1
 
"touche entrée pour sortir"

```

Pour exécuter le script :
```
gnuplot> load 'exemple2.dat'
```

## Exemple avec la commande multiplot
La commande « multiplot » permet d'insérer plusieurs graphiques dans une feuille.

Exemple avec commande multiplot.